# (2312) Duboshin
(2312) Duboshin (1976 GU2) – planetoida z grupy pasa głównego asteroid okrążająca Słońce w ciągu 7,93 lat w średniej odległości 3,98 au. Odkryta 1 kwietnia 197] roku.